# サングリーン
株式会社サングリーン（英: Sungreen.Co.,LTD.）は、愛知県名古屋市守山区小六町に本社を置くエクステリア専門商社。

## 概要
1973年（昭和58年）4月、岐阜県各務原市にて創業。インテリア専門商社サンゲツの連結子会社でガーデンエクステリアやウォールエクステリア、パブリックエクステリアのほかレンガやブロック等の卸売を行っている。

## 沿革
- 1973年（昭和58年）4月11日 - 「株式会社サングリーン」として設立[2]。
- 2001年（平成13年） - 富士フェンス株式会社を子会社化[2]。
- 2002年（平成14年） - 富士フェンス株式会社（現・静岡支店、三島支店）を合併[2]。
- 2005年（平成17年） - 株式会社サンゲツの子会社となる[2]。
- 2007年（平成19年） - 株式会社共和住器を子会社化[2]。
- 2008年（平成20年） - 株式会社共和住器（現・常滑支店、環境事業部）を合併[2]。
- 2011年（平成23年）3月 - 株式会社八千代商事を子会社化[1][3]。
- 2011年（平成23年） - 株式会社八千代商事（現・各務原支店）を合併[2]。
- 2014年（平成26年） - 横浜支店を開設[2]。
- 2017年（平成29年） - 岐阜支店と各務原支店を統合[2]。
- 2018年（平成30年） - 常滑支店を名南支店に統合。愛知県豊橋市に豊橋支店を開設[2]。

## 事業所
愛知県
- 本社・名古屋支店（名古屋市守山区）[4]
- 西愛知支店（津島市）[4]
- 名南支店（名古屋市緑区）[4]
- 春日井支店（春日井市）[4]
- 岡崎支店（岡崎市）[4]
- 豊橋支店（豊橋市）[4]

岐阜県
- 岐阜支店（岐阜岐阜市）[4]

三重県
- 津支店（津市）[4]
- 四日市支店（四日市市）[4]

静岡県
- 浜松支店（浜松市中央区）[4]
- 静岡支店（藤枝市）[4]
- 富士支店（富士市）[4]
- 三島支店（駿東郡清水町）[4]

神奈川県
- 湘南支店（高座郡寒川町）[4]
- 横浜支店（横浜市鶴見区）[4]